# مقهى النوفرة

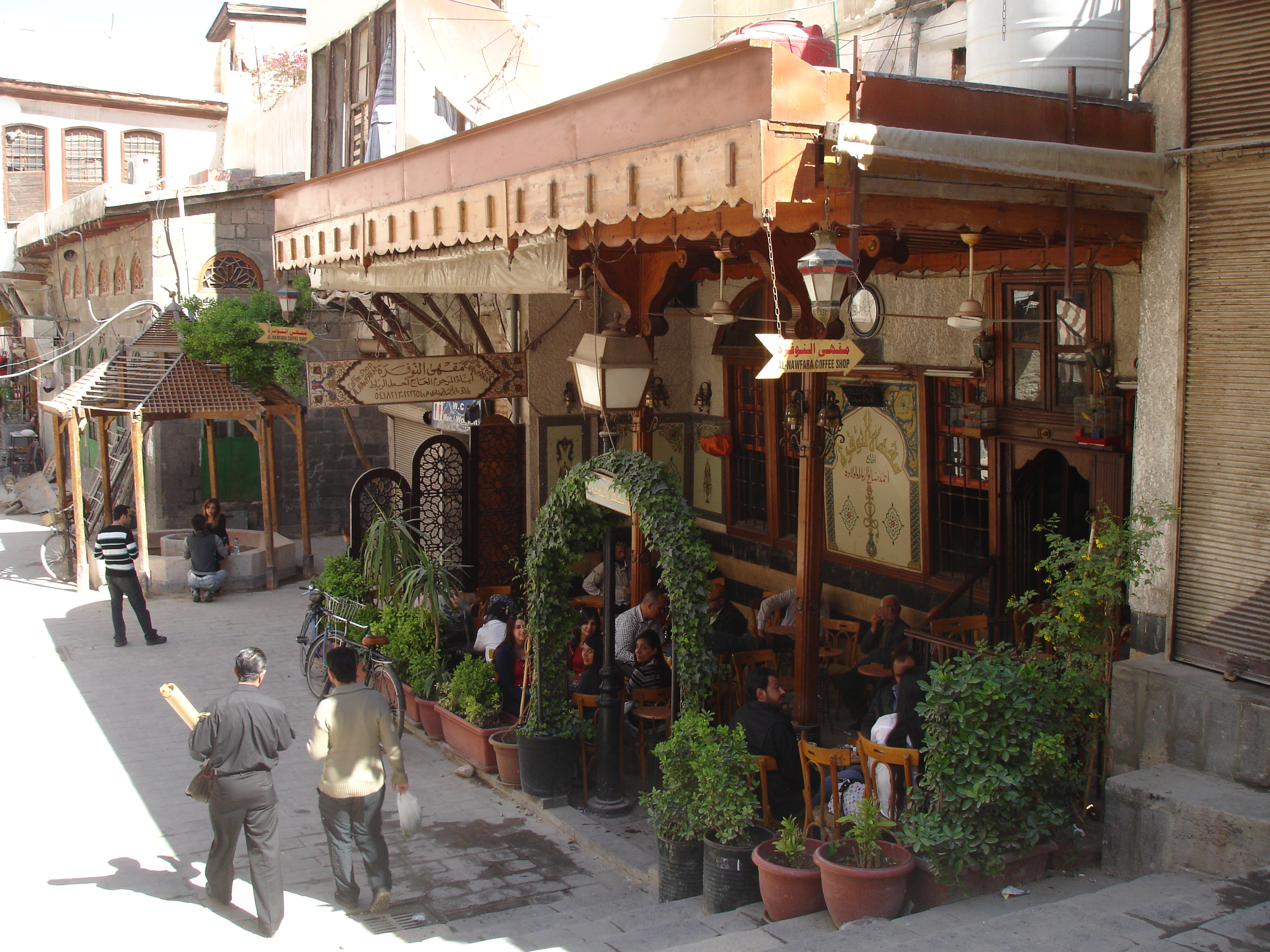
مقهى النوفرة من الخارج

مقهى النوفرة هو أقدم مقهى في دمشق عاصمة الجمهورية العربية السورية حيث يتجاوز عمره الـ 500 سنة.

## الموقع

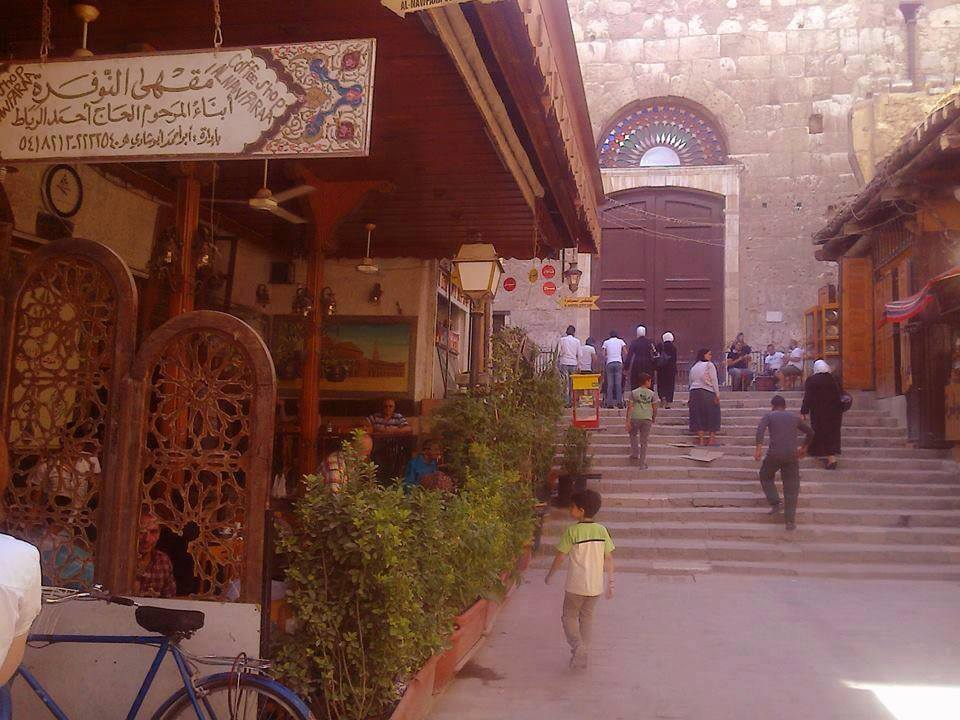
مقهى النوفرة على اليسار ويظهر في عمق الصورة أحد أبواب الجامع الأموي

يقع مقهى النوفرة في حي النوفرة والذي كان يعتبر من محاسن دمشق في العصور الوسطى، ويطل على الجهة الخلفية الجنوبية للجامع الأموي ويتكون من صالة داخلية تبلغ مساحتها 60 متر مربع تتسع لـ 24 طاولة يجلس على كل منها 4 أشخاص. ويتكون أيضا من صالة خارجية مساحتها 30 متر مربع تتسع لـ 12 طاولة يجلس على كل منها شخص واحد.

## سبب التسمية

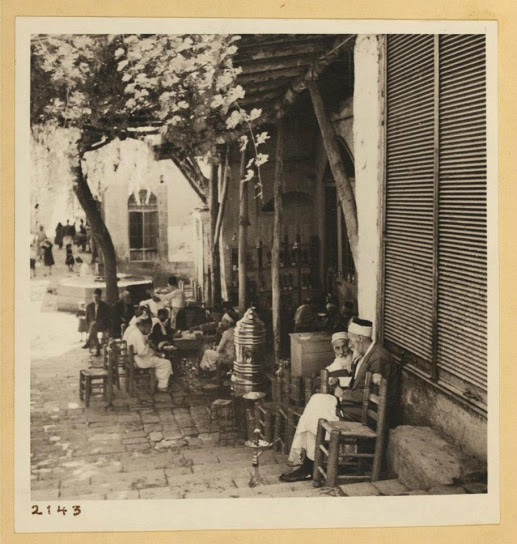
مقهى النوفرة عام 1938

سُمّي المقهى بالنوفرة نسبة للنافورة التي كانت تتدفق بارتفاع 4 إلى 5 أمتار في بحرة مجاورة للمكان. وقد توقفت هذه النافورة عن التدفق بعد توقف النهر الذي كان يغذيها واسمه «نهر يزيد» عن الجريان منذ 50 عاما.
يوجد بجوار المقهى دار تسمى دار النوفرة وكانت تدار أمور الحكم الأموي من خلالها. يوجد في الدار غرفة ونقش عليها هنا أقام الخليفة الراشد الخامس عمر بن عبد العزيز. الدار حاليا مقفلة.

## أهم ما يميزه

### الإطلالة والموقع
ما يميز المقهى هو عمارته العريقة إضافة إلى الإطلالة المميزة التي يملكها كساحته المرصوفة بأحجار البازلت السوداء. كما أن موقعه الفريد جعله محطة لا بد وأن يمر بها أي متجول في منطقة دمشق القديمة بعد زيارة الجامع الأموي كون جميع حارات دمشق القديمة تتفرع من عند هذا المقهى.

### الحكواتي

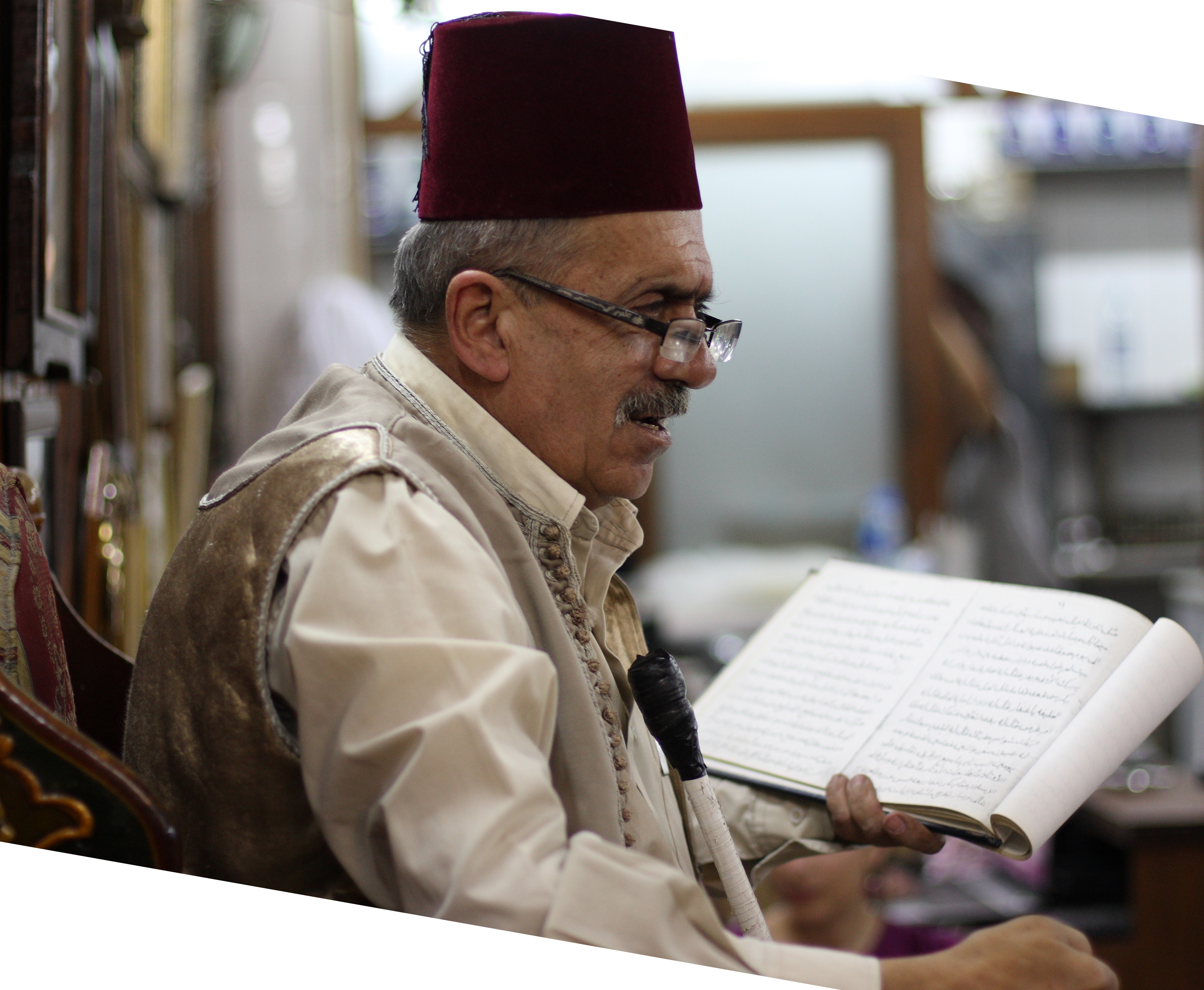
حكواتي معاصر في مقهى النوفرة في دمشق.

يحتفظ مقهى النوفرة بالتراث العريق للمقاهي الدمشقية القديمة المتمثل بوجود الحكواتي. ومع دخول التلفزيون إلى سوريا وانتشاره في 1960 م، استبدلت عدة مقاهٍ الحكواتي بالتلفزيون باستثناء مقهى النوفرة الذي ما زال محافظا على هذا التراث.
ويقول المؤرخ السوري الدكتور قتيبة الشهابي في كتاب «دمشق تاريخ وصور» وفي فصل حي النوفرة، كانت القيامة تقوم في مقهى النوفرة إذا أنهى الحكواتي قصة عنترة بن شداد وأنهى كلامه وابن شداد في السجن وكم من رجل قرع باب هذا الحكواتي في منتصف الليل مطالبا إياه بتحرير البطل وفك أسره قبل طلوع النهار وإلا فيضطر المسكين إلى متابعة القراءة حتى يطلق سراح عنتر. ويقول «وكم من مرة كانت فيها الملاسنة تحتدم بين المتحزبين للزير سالم وآخرين لجساس، الأمر الذي ينتهي عادة ببضع صفعات ولكمات ويذهب عدد من الكؤوس والكراسي ضحية ذلك».